# Alcalus mariae
Alcalus mariae es una especie de anfibios de la familia Ceratobatrachidae.

## Distribución geográfica
Es endémica de la isla de Palawan (Filipinas).  

## Estado de conservación
Se encuentra amenazada de extinción por la pérdida de su hábitat natural.